# Svatopluk Koníček
Svatopluk Koníček (též Svatopluk Koníček-Horský, 1866 Vídeň – 1931 Moskva) byl český politik, novinář, podnikatel a knihkupec dlouhodobě žijící a působící v Rusku, posléze člen tzv. Prvního československého odboje. Po začátku první světové války se zasadil o vznik československých legií v Rusku. Jakožto monarchista a carofil se následně rozešel s pojetím české, respektive československé, samostatnosti skupiny okolo Tomáše Garrigue Masaryka, která usilovala o vznik samostatné československé republiky, a po politickém kolapsu Ruského impéria roku 1917 se ocitl mimo hlavní dění prvního čs. odboje.

## Život

### Mládí
Narodil se ve Vídni do české rodiny, pocházející z Klenic u Hradce Králové. Vychodil německé školy, nadále se však identifikoval s českými kulturními kořeny. Absolvoval vyšší rolnickou školu, poté žil a pracoval v Uhrách a na pozdějším Slovensku. Roku 1899 se přestěhoval do Moskvy, kde provozoval knihkupectví a inzerentní kancelář. Zde se zapojoval zdejšího českého krajanského života: roku 1909 se zde mj. stal předsedou zdejšího carofilsky orientovaného spolku Slávie.

### První československý odboj v Rusku

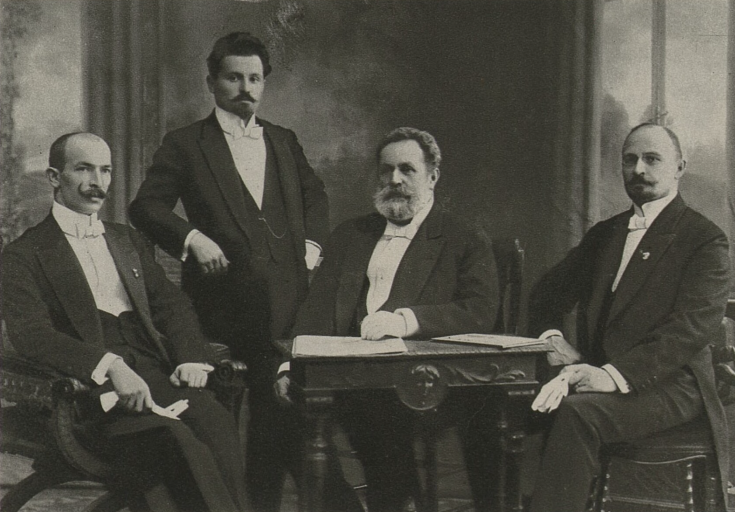
Čs. deputace přijatá carem Mikulášem II. v Carském Selu 17. září 1914 (zleva: Jozef Miloslav Országh, Jiří Klecanda, Otakar Červený, Svatopluk Koníček-Horský)

Zde se jakožto český vlastenec rovněž zapojil do života a struktur české komunity v Moskvě, jednoho z největších měst tehdejšího Ruského impéria.
Poté, co roku 1914 vyhlásilo Rusko válku Rakousku-Uhersku a došlo k napadení Srbského království, zapojil se do aktivit spějících k československé samostatnosti. Podílel se na vzniku Českého komitétu v Moskvě, sdružením českých krajanských spolků ve městě, jehož byl zvolen předsedou. Organizace se následně začala koordinovat s ústředími v Petrohradě, Varšavě a Kyjevě. Spoluinicioval vznik české dobrovolnické Husitské legie v ruské armádě z řad česko-ruských krajanů. Ve věci jejího zřízení byl v srpnu 1914 spolu s Aloisem Tučkem, ředitelem zdejší filiálky české automobilky Laurin & Klement, a Antonínem Hrabětem, přijat na audienci u cara Mikuláše II. Následná koordinace s dalšími krajanskými centry zajistila vznik České družiny, dobrovolnického praporu českých a slovenských vojáků v ruské armádě.

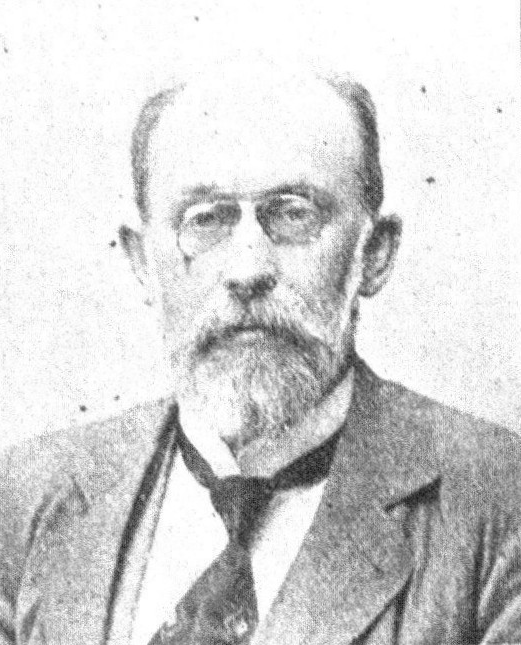
Josef Dürich, vůdčí osobnost českých krajanů v Kyjevě, jeden z hlavních politických oponentů T. G. Masaryka

V říjnu 1914 byl českou krajanskou odbojovou skupinou vyslán na cestu po Evropě, kde se měl setkat se zdejšími krajanskými spolky a informovat je o aktivitách v Rusku. Pod jménem Svatopluk Horský cestoval ke krajanům do Kyjeva, Oděsy, poté cestoval do Rumunska, Bulharska, Srbska, následně pak do Itálie, Francie a Švýcarska. Ve Francii založil a vydával časopis L'Indépendence tcheque. Na jaře 1915 pak odcestoval do Spojených států. Vystupoval s mandátem předsedy českých spolků v Moskvě a spoluiniciátora Husitské legie jako řečník, byl autorem pamfletů a novinových článků burcujících k odboji proti Rakousku-Uhersku. V únoru 1917 se zúčastnil druhého sjezdu zástupců krajanských spolků na Rusi z Petrohradu, Moskvy, Varšavy a Kyjeva.
Reprezentoval přitom konzervativní rusofilní pojetí české, resp. československé, samostatnosti v podobě vytvoření českého knížectví pod ochranou Ruska, zastávané též v Kyjevě usídleným Josefem Dürichem. Posléze se tak spolu s Dürichovou skupinou dostával do sporů s představiteli a příznivci exilové skupiny Tomáše Garrigue Masaryka, Edvarda Beneše a Milana Rastislava Štefánika prosazující republikánský model samostatného Československa. Toto pojetí posléze převážilo i mezi představiteli českých krajanských spolků na Rusi, reprezentovaných mj. Bohdanem Pavlů, Jiřím Klecandou či Bohumilem Čermákem, umocněné pak Únorovou revolucí začátkem roku 1917 a postupným rozpadem carského Ruska dovršeného socialistickým převratem a vytvořením komunistické vlády v Moskvě v listopadu téhož roku.
Posléze se pak stáhl z dalších politických aktivit.

### Úmrtí
Svatopluk Koníček zemřel roku 1931 v Moskvě ve věku 64 nebo 65 let.